# Erica coccinea
Erica coccinea är en ljungväxtart. Erica coccinea ingår i släktet klockljungssläktet, och familjen ljungväxter.

## Underarter
Arten delas in i följande underarter:
- E. c. coccinea
- E. c. uniflora
- E. c. inflata
- E. c. pubescens
- E. c. willdenowii

## Bildgalleri

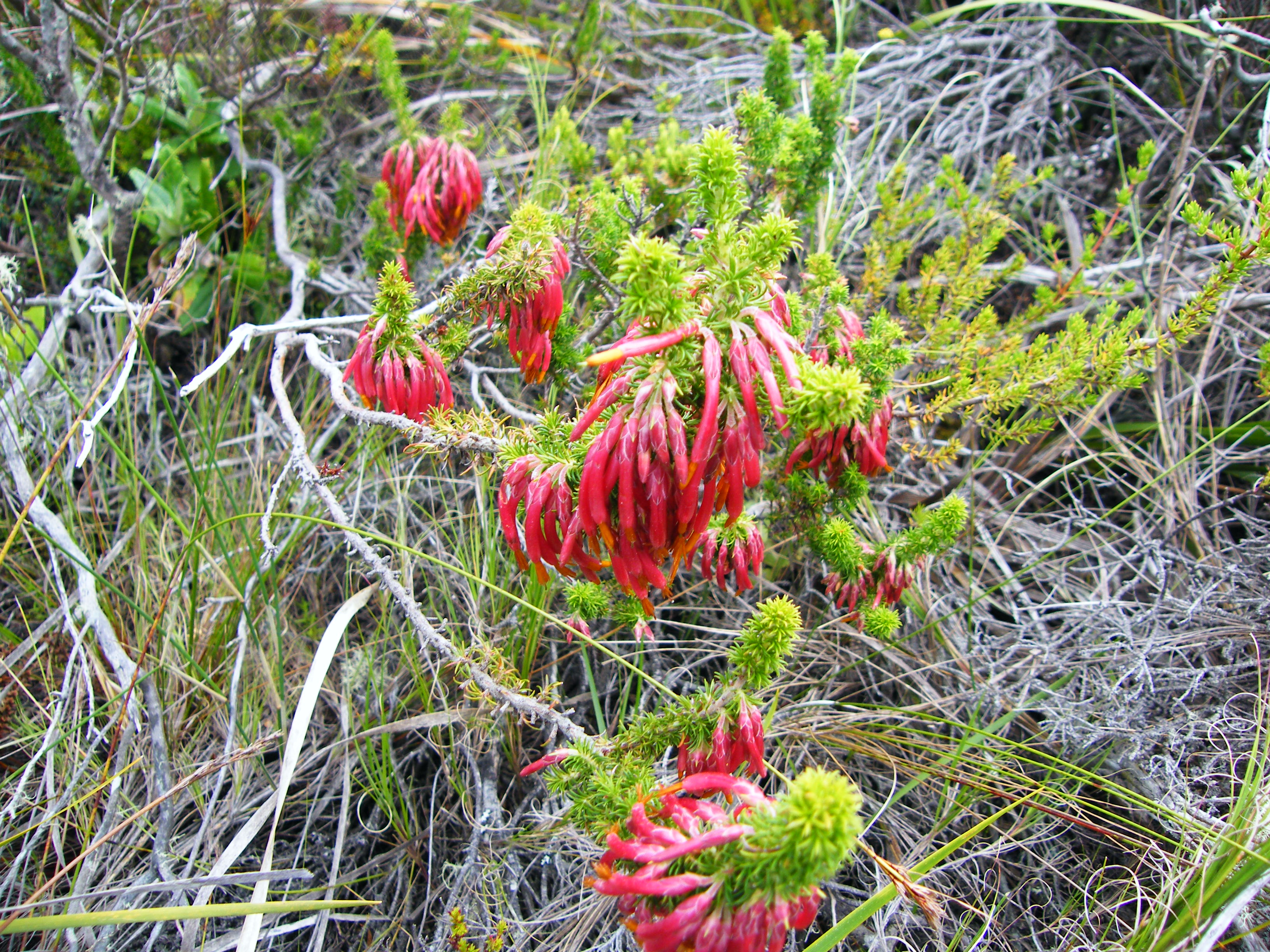
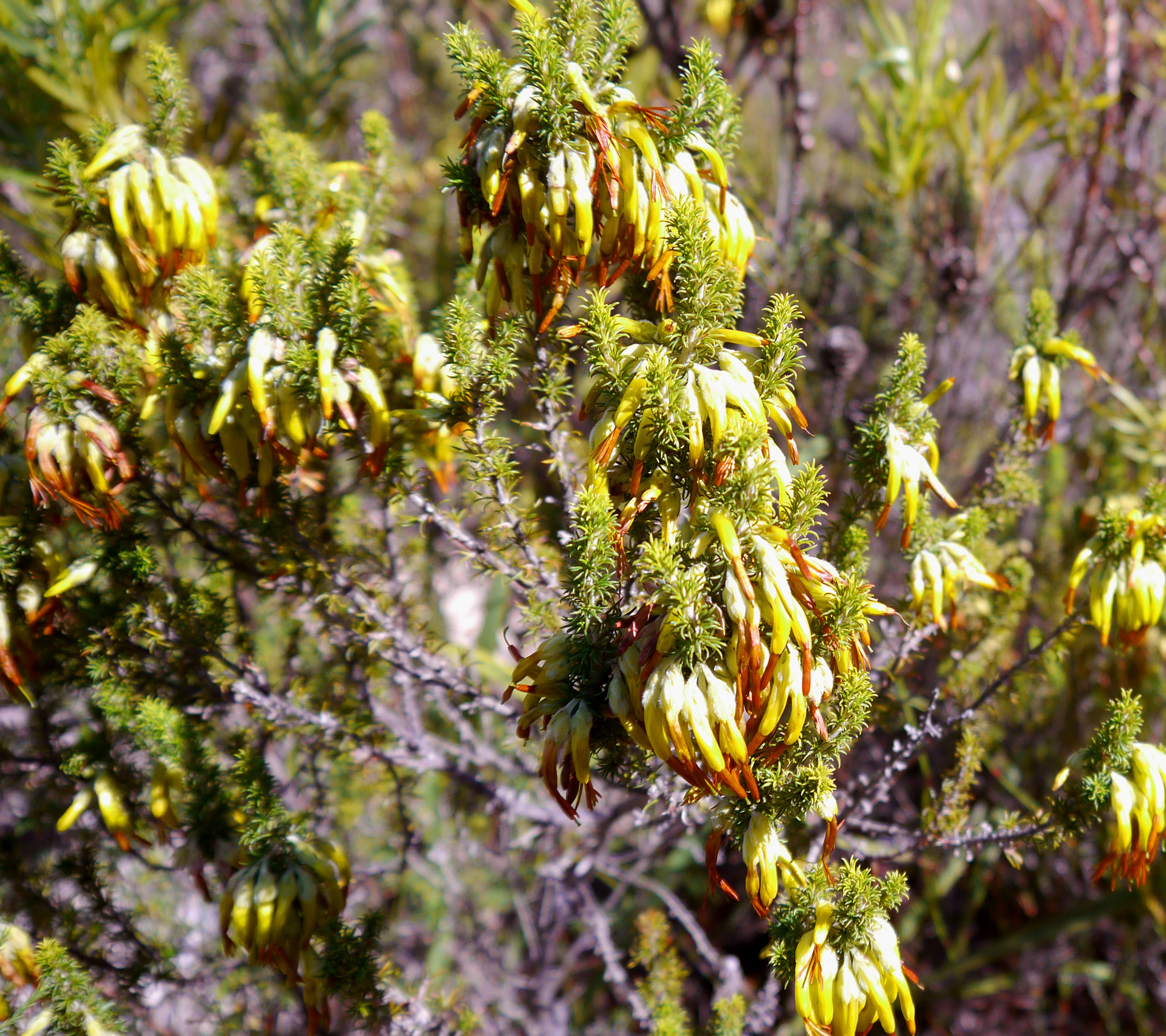
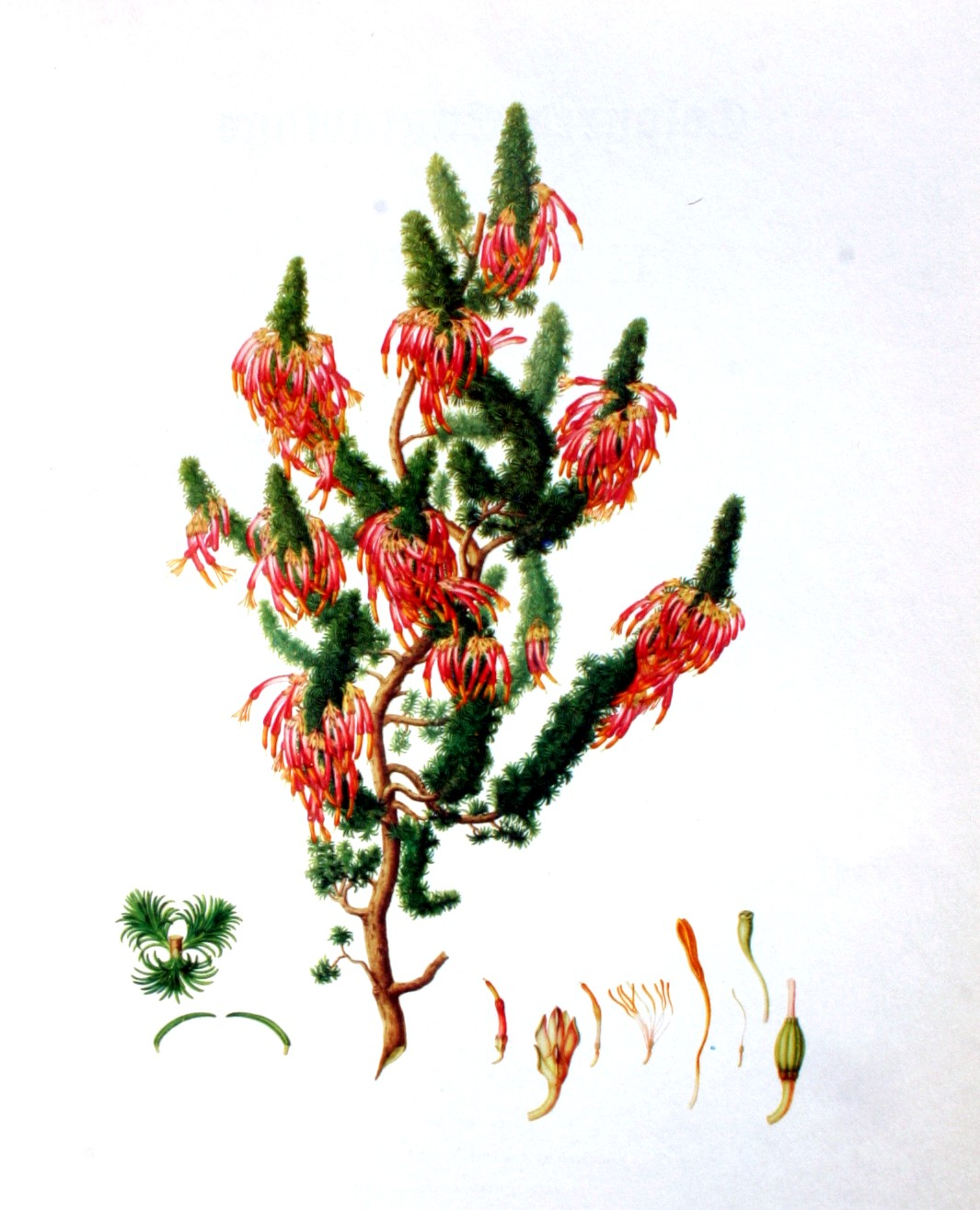